# Le Traître du Far-West
Pour les articles homonymes, voir The Virginian.
Pour plus de détails, voir Fiche technique et Distribution.
Le Traître du Far-West (The Virginian) est un western américain réalisé par Stuart Gilmore, tourné en 1945 et sorti en 1946.

## Synopsis
Une nouvelle institutrice, Mlle Woods arrive dans une petite ville pour y exercer sa profession. Elle est vite courtisée par deux cowboys interprétés par Joel Mc Crea (le Virginien) et Brian Donlevy (Trampas). L'un travaille pour le juge et garde son bétail, l'autre est un éleveur qui n'hésite pas pour agrandir son cheptel d'aller voler les bêtes du voisin, dont le juge qui en possède des milliers. Le duel final est incontournable.

## Fiche technique
- Titre original : The Virginian
- Titre français : Le Traître du Far-West
- Réalisateur : Stuart Gilmore
- Scénario : Frances Goodrich  & Albert Hackett
- Musique : Danièle Amfitheatrof
- Costumes : Edith Head
- Producteur : Paul Jones

## Distribution
- Joel McCrea : le Virginien
- Brian Donlevy : Trampas
- Sonny Tufts : Steve Andrews
- Barbara Britton : Molly Woods
- Fay Bainter
- Tom Tully
- Arthur Loft : le shérif
- Henry O'Neill
- Bill Edwards
- William Frawley
- Paul Guilfoyle
- Marc Lawrence
- Vince Barnett
- Josephine Whittell : Mme Jasper